# Henrik Hertz
Henrik Hertz (Copenaghen, 25 agosto 1797 – Copenaghen, 25 febbraio 1870) è stato uno scrittore e poeta danese romantico.
Di famiglia ebraica, suo padre morì nella Battaglia di Copenaghen. Viaggiò molto: fu in Italia, Germania, Svizzera e Francia.
Fu tra i più convinti seguaci di Johan Ludvig Heiberg e assertore dei principi romantici. Diede il meglio di sé nella commedia La casa di S. D. (1837), vero crogiolo di mitologia nordica.
Fu autore di Kong Renés Datter, un dramma in versi scritto nel 1845 che, nell'Ottocento, godette di enorme popolarità. L'opera venne rielaborata in inglese da Edmund Phipps. Ne venne tratto un lavoro teatrale che fu rappresentato anche a Broadway e, nel 1913, un film muto, King René's Daughter, diretto da Eugene Moore e interpretato da Maude Fealy.